# Ждријеловићи
Ждријеловићи су насељено мјесто у граду Требиње, Република Српска, БиХ. Према попису становништва из 1991. у насељу је живјело 61 становника.

## Становништво
| Демографија | Демографија | Демографија |
| Година      | Становника  | Становника  |
| ----------- | ----------- | ----------- |
| 1991.       | 61          |             |

| Националност | 1991. | Проценат |
| Срби         | 61    | 100%     |
| Муслимани    | 0     | 0%       |
| Хрвати       | 0     | 0%       |
| Југословени  | 0     | 0%       |
| остали       | 0     | 0%       |
| Укупно       | 61    | 100%     |